# Statsministerns ställföreträdare (Norge)
Statsministerns ställföreträdare (norska: stedfortreder for Norges statsminister), även kallad vice statsminister, är den norska minister som tillfälligt träder in i rollen som regeringschef om Norges statsminister har förhinder.
Norges utrikesminister är automatiskt ställföreträdande regeringschef om inget annat anges. Tre gånger i Norges historia har det funnits en särskild vice statsminister: Kjell Magne Bondevik mellan 1985 och 1986 i regeringen Willoch II, mellan 1997 och 1999 Anne Enger Lahnstein samt mellan 1999 och 2000 Odd Roger Enoksen, de båda sistnämnda i regeringen Bondevik I. Det vanliga arrangemanget i Norge har varit att utrikesministern är statsministerns ställföreträdare på grund av sin ställning i successionsordningen, dock utan att en särskild ställföreträdare överhuvudtaget utses. Kåre Willoch hade en särskild ställföreträdare under de sista månaderna av sin ämbetsperiod som statsminister som inte var utrikesminister och Kjell Magne Bondevik följde samma praxis i regeringen Bondevik I. Posten slopades år 2000, men återinfördes inofficiellt av regeringen Stoltenberg II. 

## Lista
Personer som har varit ställföreträdare för Norges statsminister (utan att vara det i kraft av att vara utrikesminister).
| Nr | Nr | Namn | Namn                 | Mandatperiod | Mandatperiod | Politiskt parti           | Statsminister        |
| Nr | Nr | Namn | Namn                 | Tillträde    | Avgång       | Politiskt parti           | Statsminister        |
| -- | -- | ---- | -------------------- | ------------ | ------------ | ------------------------- | -------------------- |
| 1  |    |      | Kjell Magne Bondevik | 1985         | 1986         | Kristelig Folkeparti      | Kåre Willoch         |
| 2  |    |      | Anne Enger Lahnstein | 1997         | 1999         | Senterpartiet             | Kjell Magne Bondevik |
| 3  |    |      | Odd Roger Enoksen    | 1999         | 2000         | Senterpartiet             | Kjell Magne Bondevik |
| 4  |    |      | Kristin Halvorsen    | 2005         | 2012         | Sosialistisk Venstreparti | Jens Stoltenberg     |
| 5  |    |      | Bård Vegar Solhjell  | 2012         | 2013         | Sosialistisk Venstreparti | Jens Stoltenberg     |